# シャイヨ宮

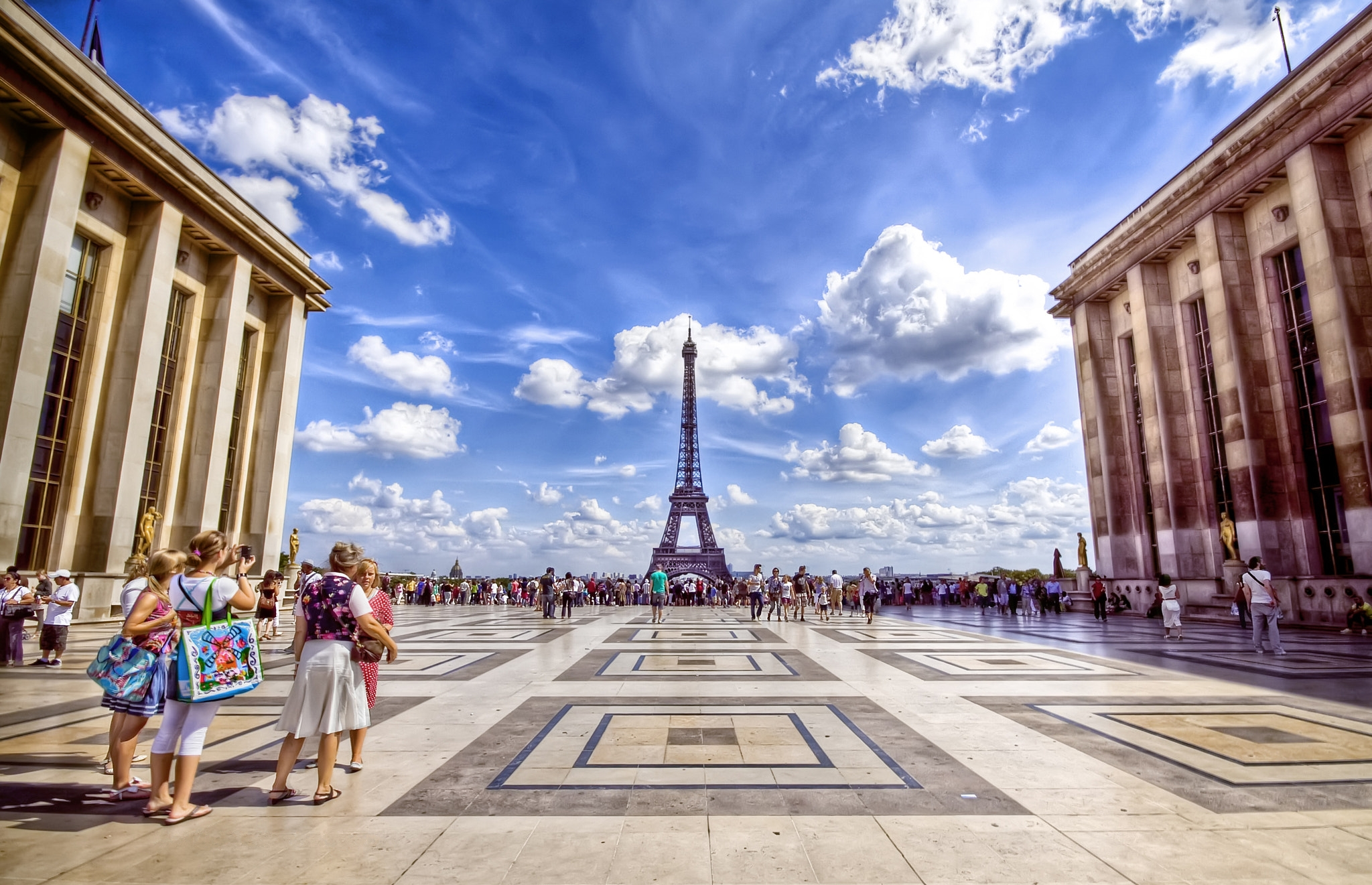
シャイヨ宮とエッフェル塔、2010年8月

シャイヨ宮（シャイヨきゅう、仏: Palais de Chaillot）は、フランス・パリ16区にある大型展示会場である。エッフェル塔とはセーヌ川に架かるイエナ橋を挟んで反対側に建っている。

## 概要
新古典主義建築の様式で、建築家のルイ＝イポリット・ボワロー (Louis-Hippolyte Boileau) 、ジャック・カルリュ (Jacques Carlu) 、レオン・アゼマ (Léon Azéma) によって設計された。広場にあるアポローンの制作はアンリ・ブシャール作。
旧トロカデロ宮と同じく、湾曲した双翼の形をしている。この双翼は旧宮殿の基礎の上に建てられている。しかし旧宮殿と違い中央部が無く、両翼は離れている。そのかわりにトロカデロ広場からエッフェル塔方面への眺瞰が確保されている。

### 構成
建物はポール・ヴァレリーの言葉の引用で装飾されており、内部は現在、博物館等になっている。
- 南翼側（西南の「パッシー」側）：国立海軍博物館 (Musée national de la Marine) と人類博物館 (Musée de l'Homme)
- 北翼側（北東の「パリ」側[1]）：国立フランス文化財博物館 (Musée national des Monuments français)が地下のシャイヨ国立劇場 (Théâtre national de Chaillot) の入口となっている。

## 歴史
16世紀後半の1583年、シャイヨの丘 (Colline de Chaillot) 一帯にある大邸宅ないしエルミタージュ（あるいはパヴィヨン）を1542年以来所有する、エステ枢機卿イッポーリト2世 (Hippolyte d'Este) から、フランス王妃カトリーヌ・ド・メディシスがこの地を買い取り、新たにシャイヨー城 (Château de Chaillot) を建造した。城は現在のシャイヨ宮同様にU字型、中庭 (Cour) は競馬場の形をしており、テラスは現在のトロカデロ庭園の場所に備え付けられた。王妃カトリーヌはこのお城に "Catherinemont"（カトリーヌ山）と名付けた。しかし、完成を見ることなく王妃は1589年に亡くなった。
1590年夏、ブルボン朝創始者たるアンリ4世がパリ包囲戦 (Siège de Paris (1590)) でこの城に滞在したが、ナントの勅令により平和が訪れたため、アンリ4世あるいはその王妃マリー・ド・メディシスはこの城の仕上げを放棄した。
その後、アンリ4世の古い愛人や宰相らが居住し、さらには1629年、ルイ13世がブローニュの森を挟み反対側のマドリッド城 (Château de Madrid) に滞在する間、リシュリューはこの城に居住した。フランス元帥 (1622年) 、アルエ侯爵フランソワ・ド・バッソンピエール（François de Bassompierre) による所有の変遷を経た1651年、アンリ4世の娘かつイングランド王チャールズ1世妃ヘンリエッタ・マリア・オブ・フランスがこの城を買い取り、聖母訪問会シャイヨ修道院 (Couvent des Visitandines de Chaillot) に寄進した。また、1687年から1707年にかけて敷地内に教会堂を建造した。清教徒革命（イングランド内戦）の影響で、ヘンリエッタ・マリアはサン＝ジェルマン＝アン＝レー城に身を寄せ、王党派の亡命政権を形成していたが、1651年からおよそ10年間、末娘ヘンリエッタ・アン・ステュアートと共にこの地のシャイヨ修道院に居住した。ラファイエット夫人がヘンリエッタ・アンと知遇を得たのもこの頃である。
シャイヨ修道院は、"マザリネット"のマリー・マンチーニが身を寄せたり、ルイ14世の公妾だったルイーズ・ド・ラ・ヴァリエールが2度駆け込んだ（逃げ込んだ）ことで知られている。その後、フランス革命最中の1794年8月、シャイヨ修道院は対岸グルネル城 (Château de Grenelle) 内にある2000人が働く黒色火薬 (Poudre noire) ないし弾薬工場の大規模爆発火災 (Explosion de la poudrerie de Grenelle) に巻き込まれ瓦解した。
1811年、皇帝ナポレオン・ボナパルトが、息子ナポレオン2世のためにシャイヨの丘に「ローマ王宮殿 (Palais du roi de Rome)」建設に取り掛かる。建物は、帝国行政や軍事の中心となった。この時に旧シャイヨ修道院の残っていた一部ないし残骸も取り除かれた。ナポレオン追放後の復古王政期の1824年、フランス王国軍の「トロカデロの戦い (Bataille du Trocadéro) 」における勝利を記念し、トロカデロの砦を占領したことから"ヴィラ・トロカデロ・プロジェクト"が始まった。丘一帯は"トロカデロ"と名付けられ、エコール・ミリテール（陸軍士官学校）、シャン・ド・マルス公園、イエナ橋から直線上に繋がるシャイヨ一帯の大規模建築造成活動が実施されたが、完成しなかった。
1937年、パリ万国博覧会開催にあわせ、1878年パリ万国博覧会にあわせて1876年に建造された旧トロカデロ宮殿が取り壊され、新宮殿である現在のシャイヨ宮が建てられた。

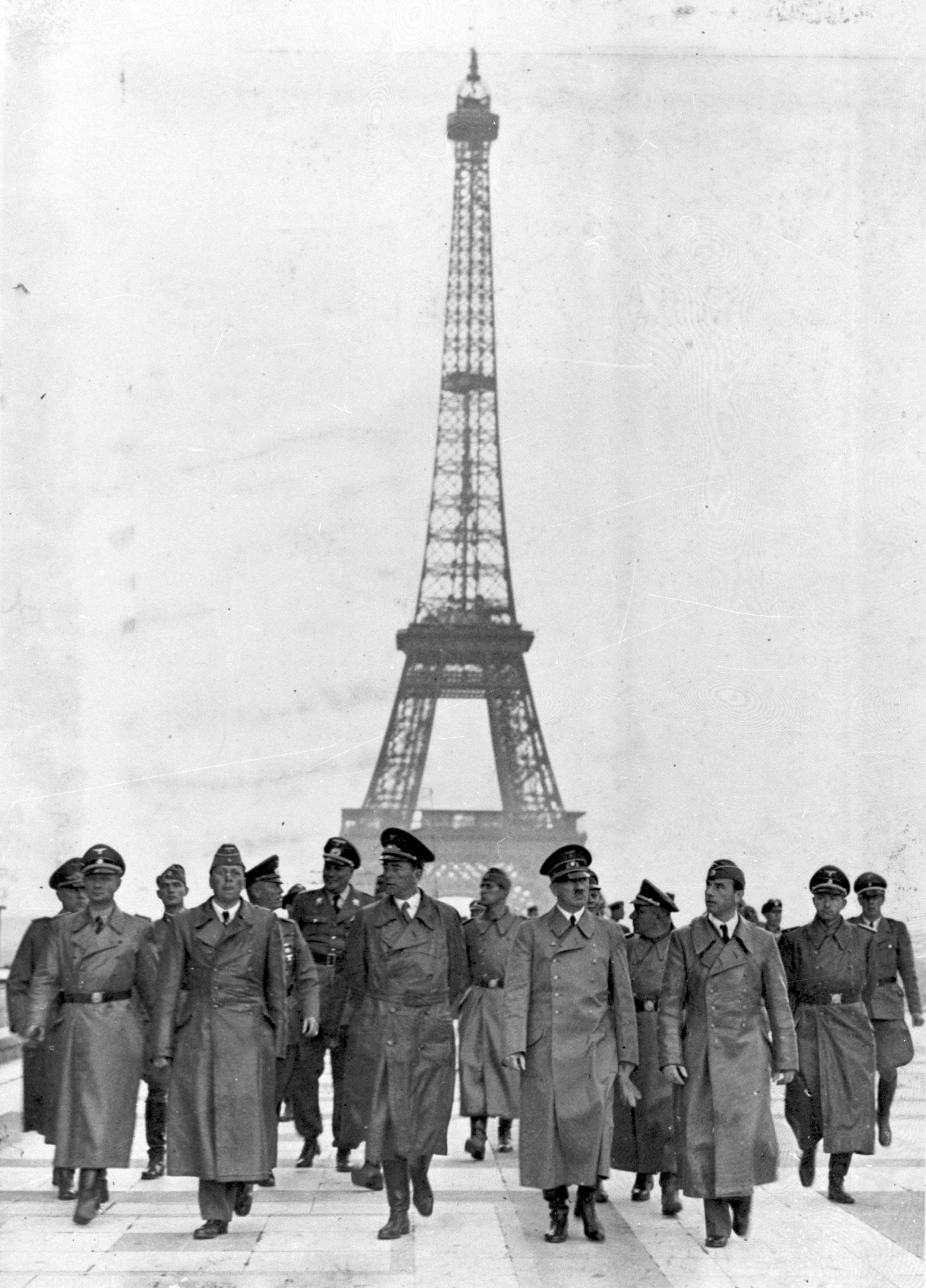
エッフェル塔を背景に行くヒトラー一行

1940年にアドルフ・ヒトラーが、征服したパリを短期訪問した際、この宮殿の前でエッフェル塔を背景に写真撮影し、その写真は第二次世界大戦の象徴的なイメージとなった（「ナチス・ドイツによるフランス占領」）。
1948年12月10日に世界人権宣言を採択した第3回国連総会が行われたのもここシャイヨ宮であった。現在はそれを記念する記念碑があり、エッフェル塔を見渡すこの記念碑前の広場ないし大通路を「人権広場 (Parvis des droits de l'homme) ないし人権大通路 (esplanade des droits de l'homme)」と呼んでいる。続いて1951年から1952年にかけて、第6回国連総会が開かれた。さらに1959年12月には、北大西洋条約機構（英：NATO, 仏：OTAN）本部が置かれた（すぐに近隣の現パリ第9大学の建物に移転）。

## ギャラリー

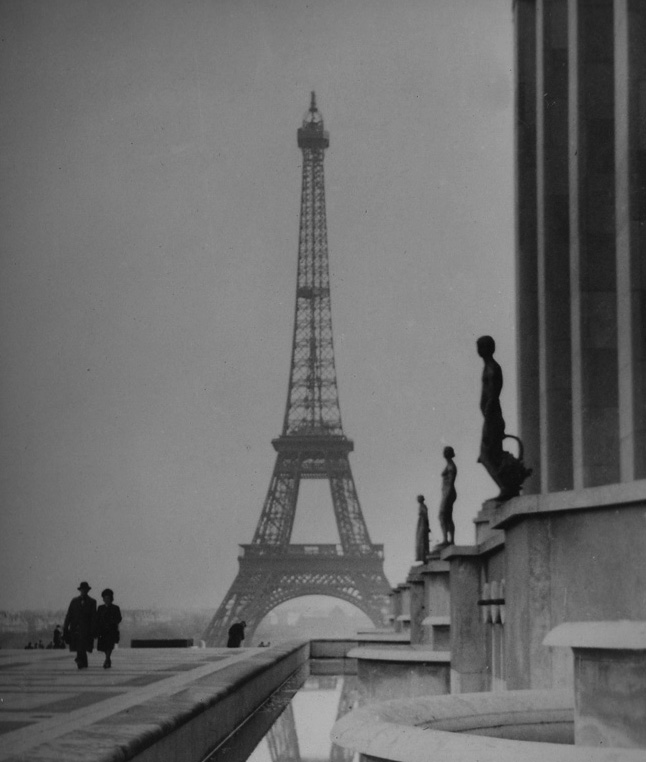
シャイヨ宮、1945年
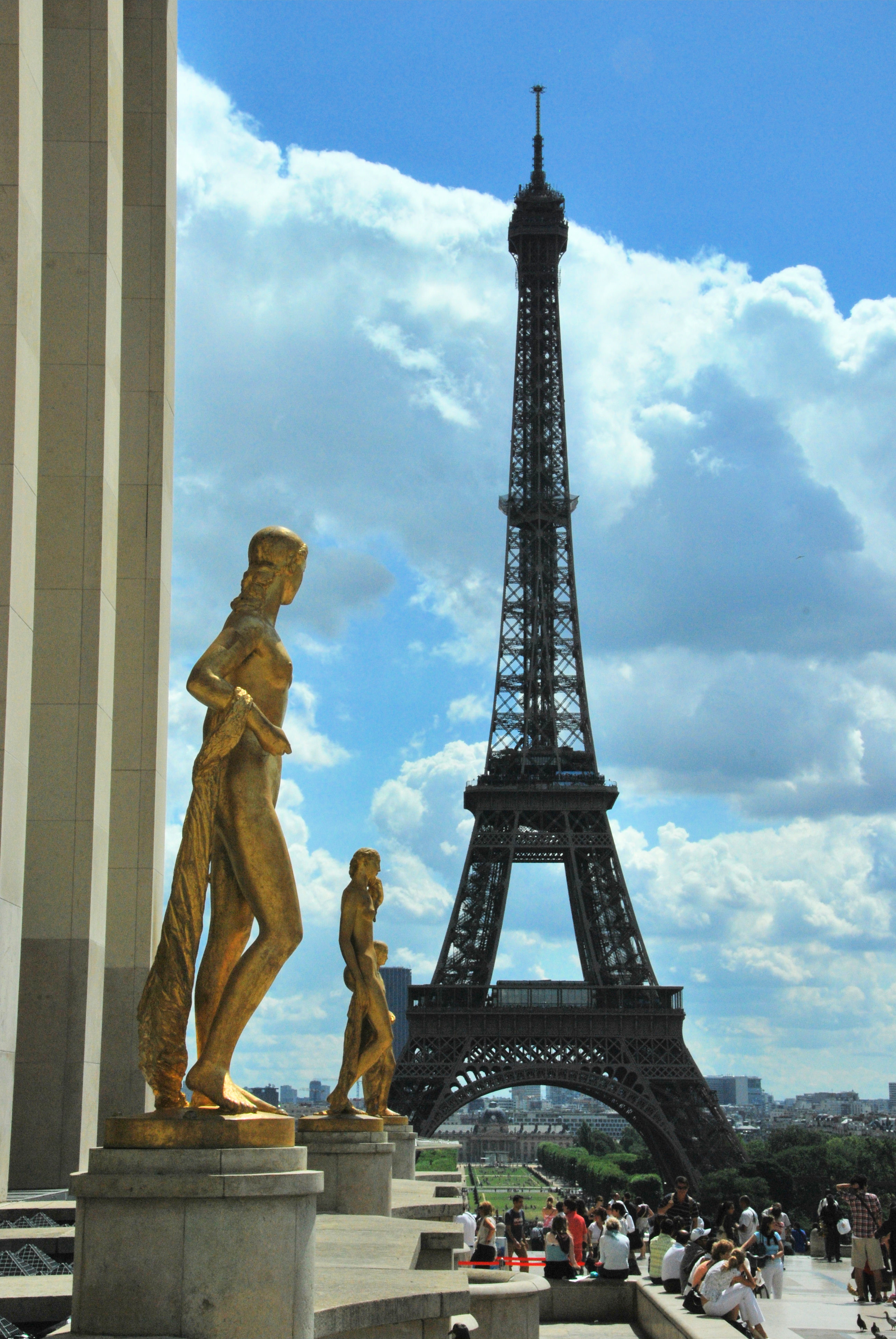
シャイヨ宮の彫像（北翼側）
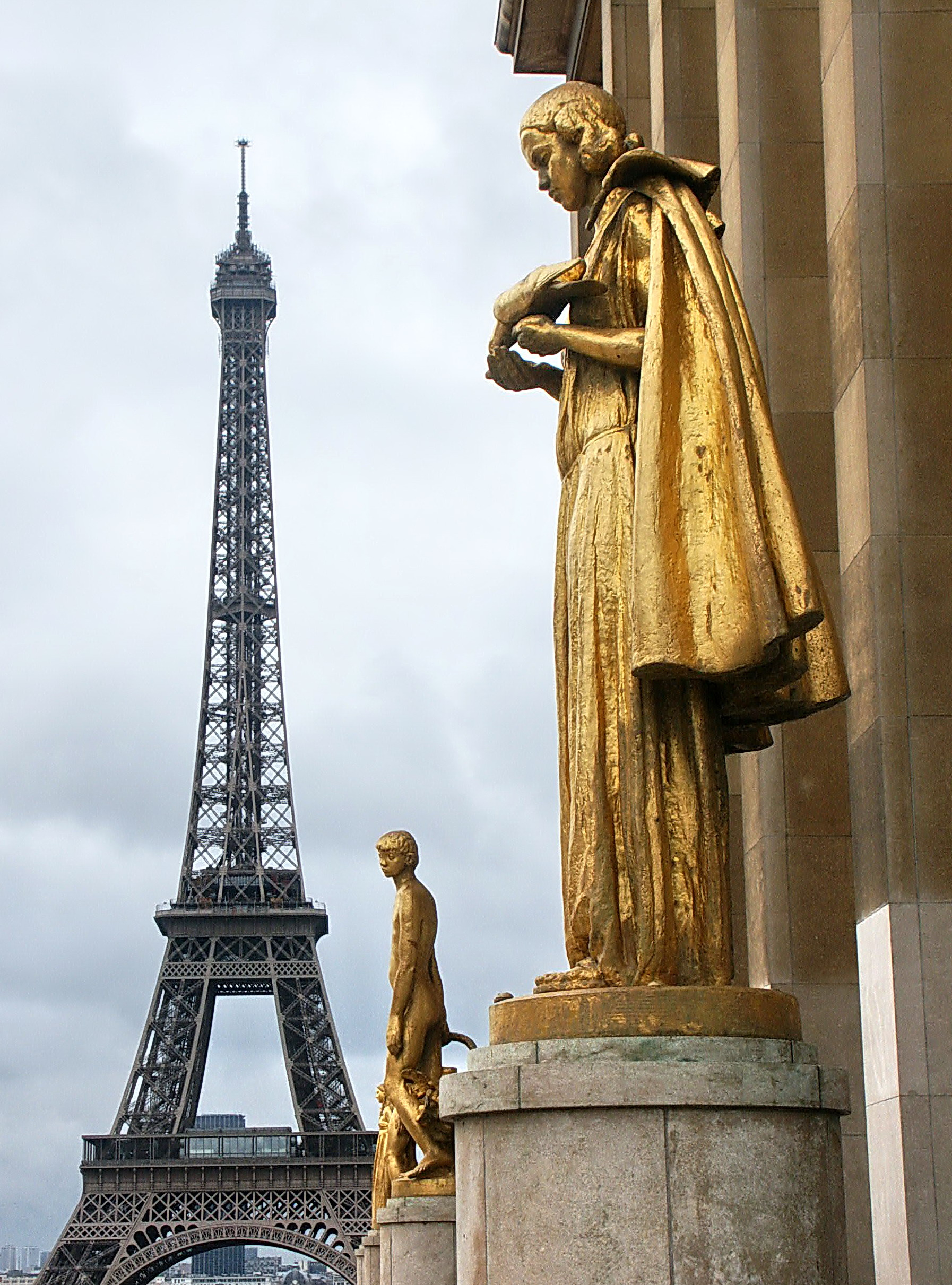
シャイヨ宮の彫像（南翼側）
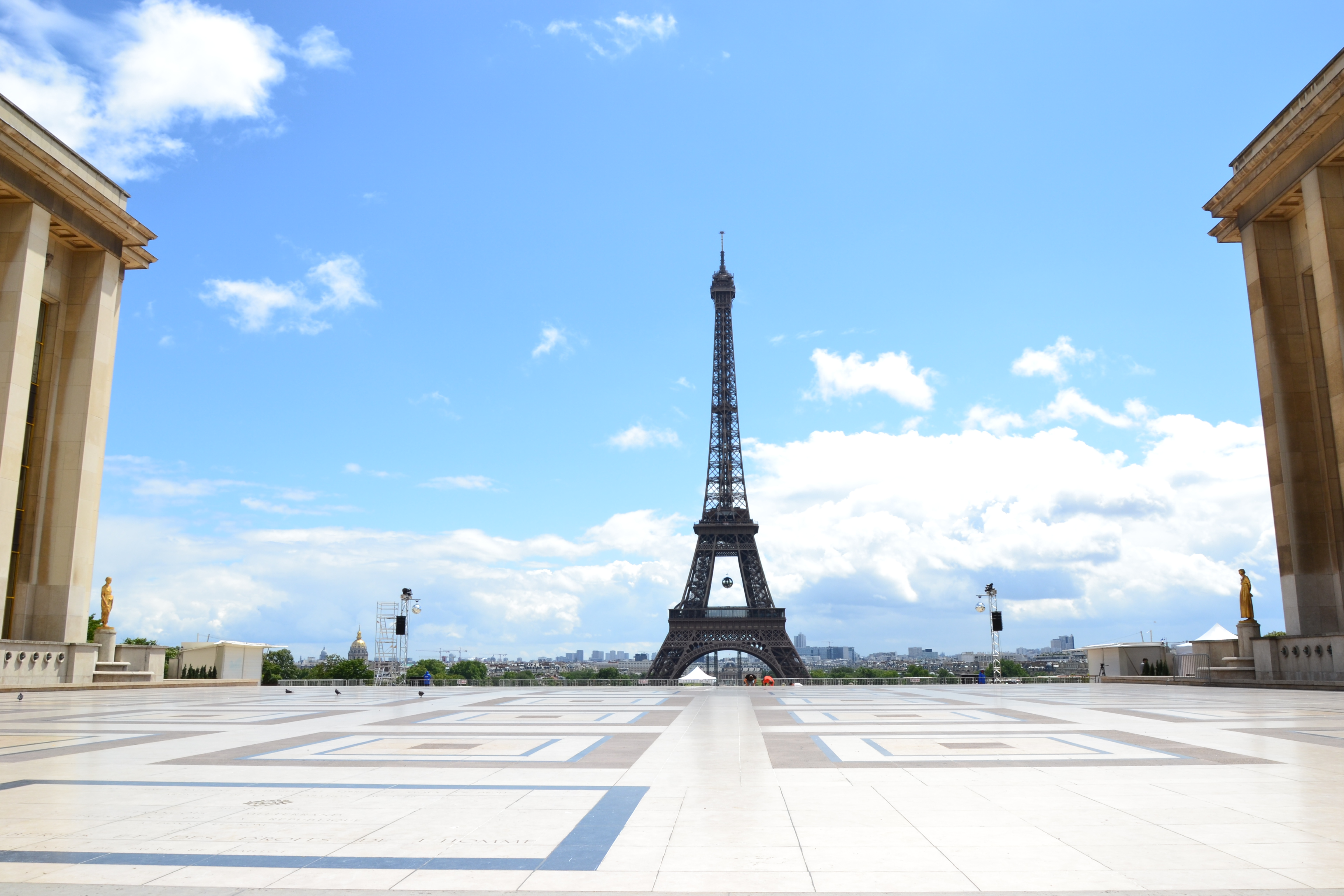
7月14日の午後
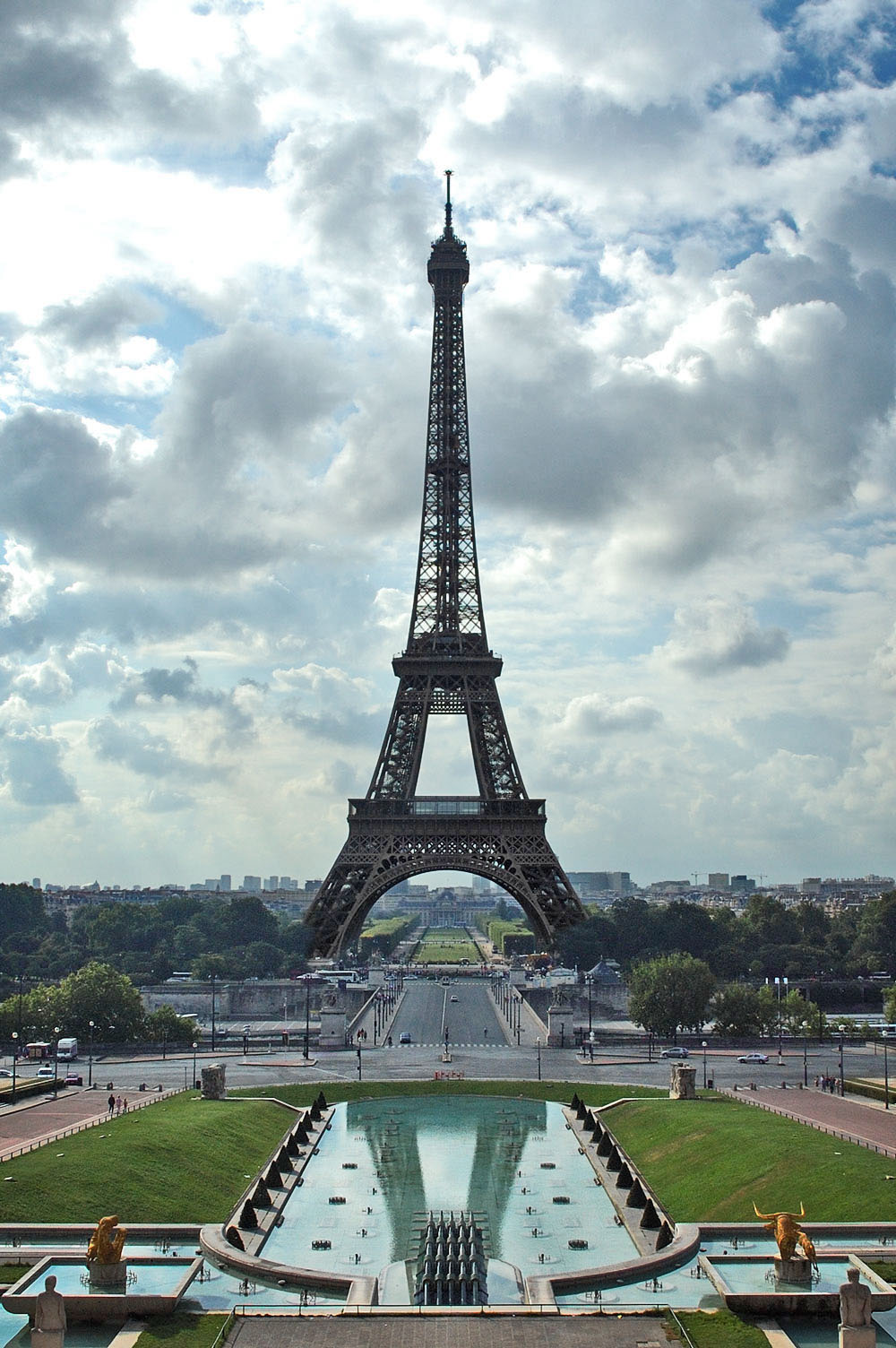
トロカデロ庭園から見るヴァルソビ広場 (fr)、イエナ橋、エッフェル塔
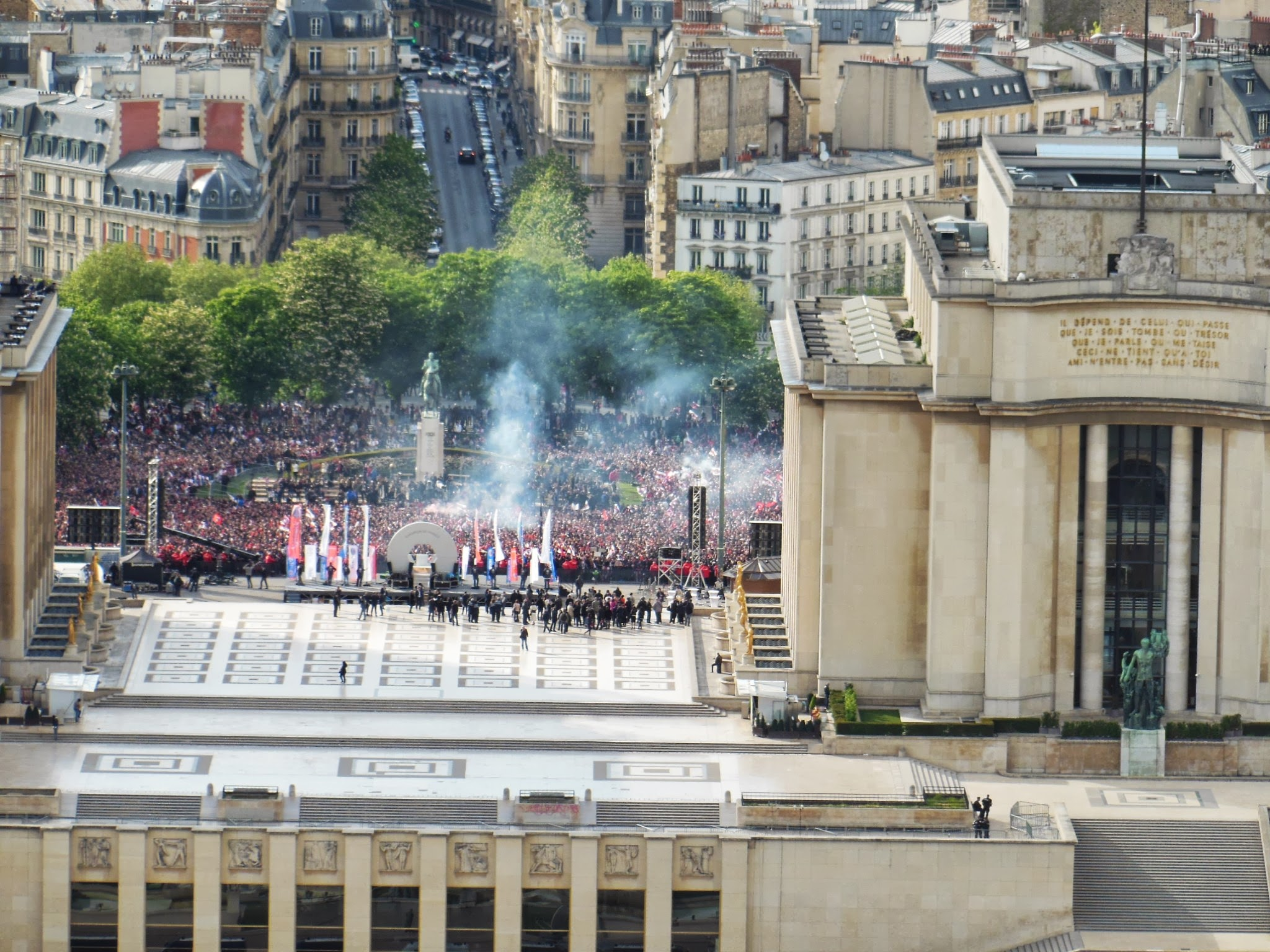
PSGのフェスタ、2017年2月
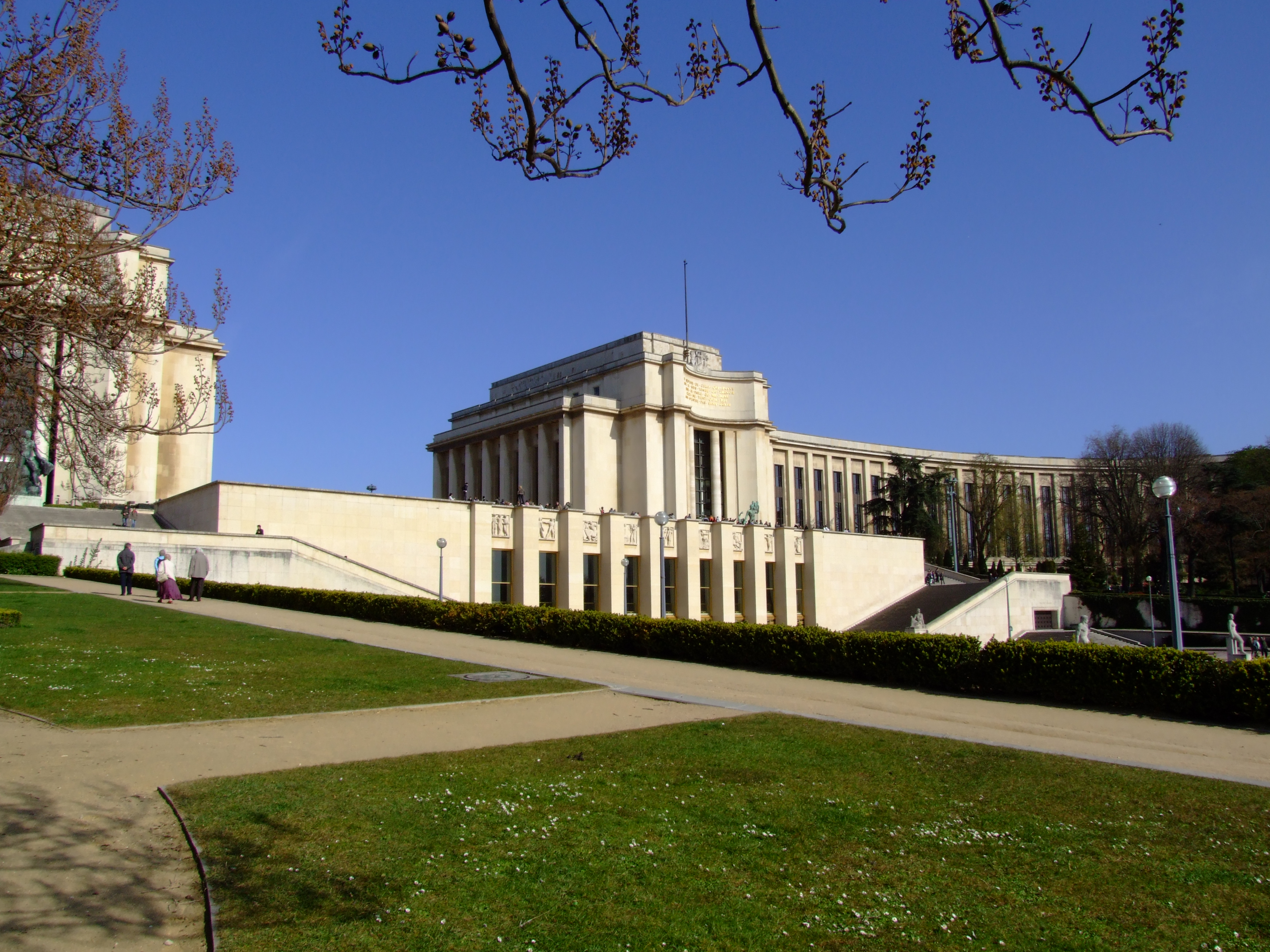
トロカデロ庭園から見るシャイヨ宮
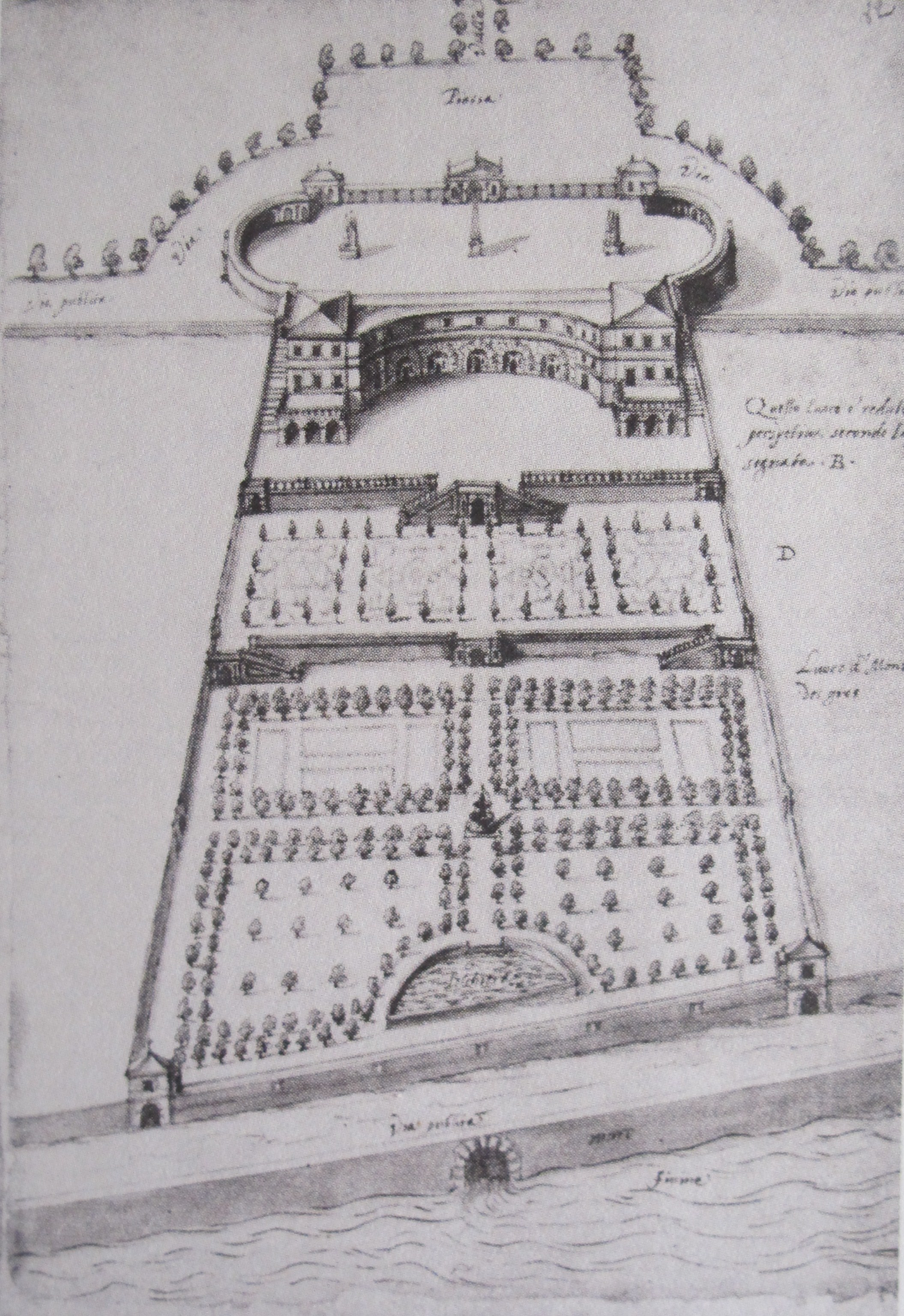
旧シャイヨ城、1588年頃の画
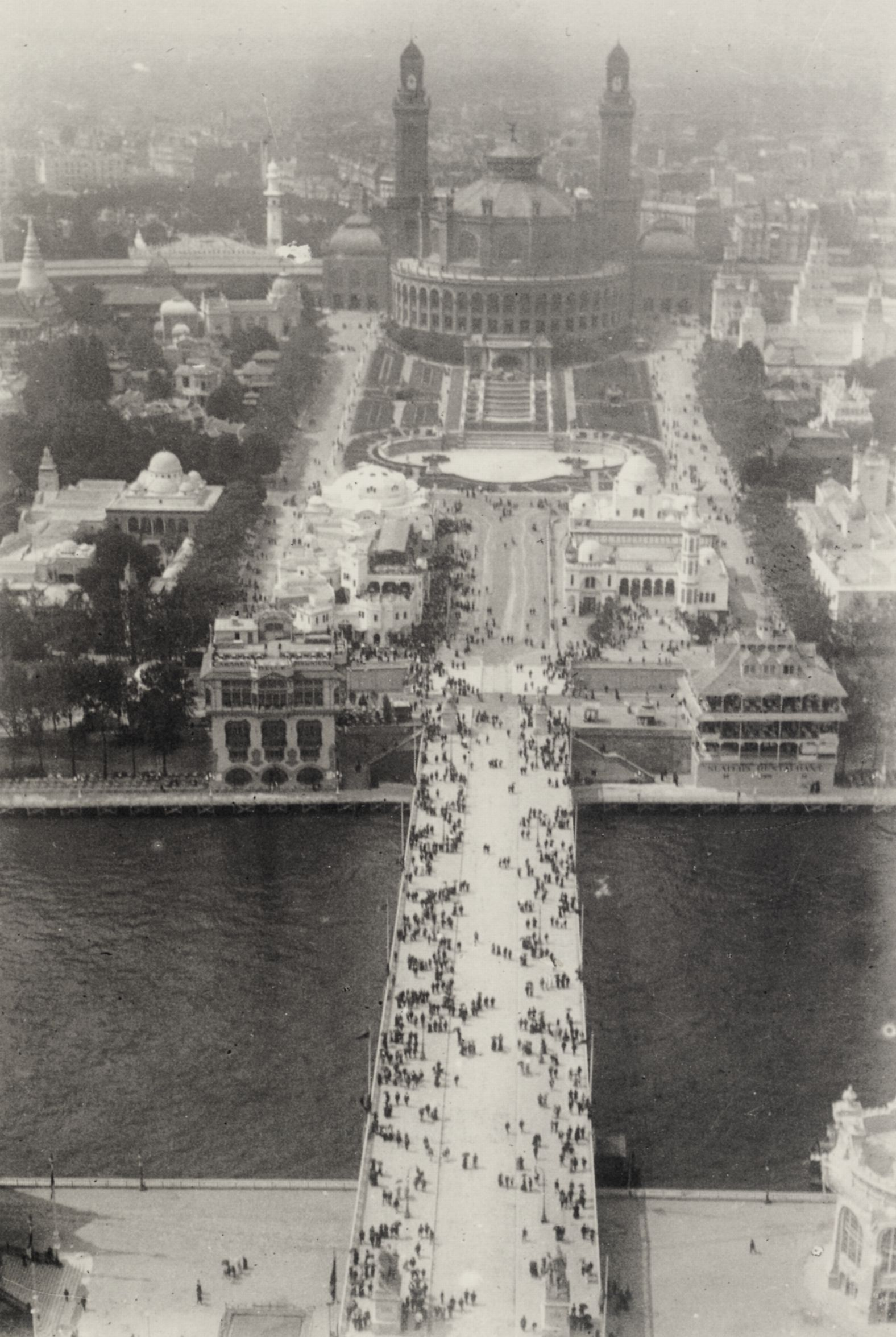
旧トロカデロ宮と手前のイエナ橋、詳細年不詳（おそらく1889年パリ万博開催時）。エミール・ゾラ撮影
同旧トロカデロ宮、1930年。レオ・ウェリ (de) 撮影
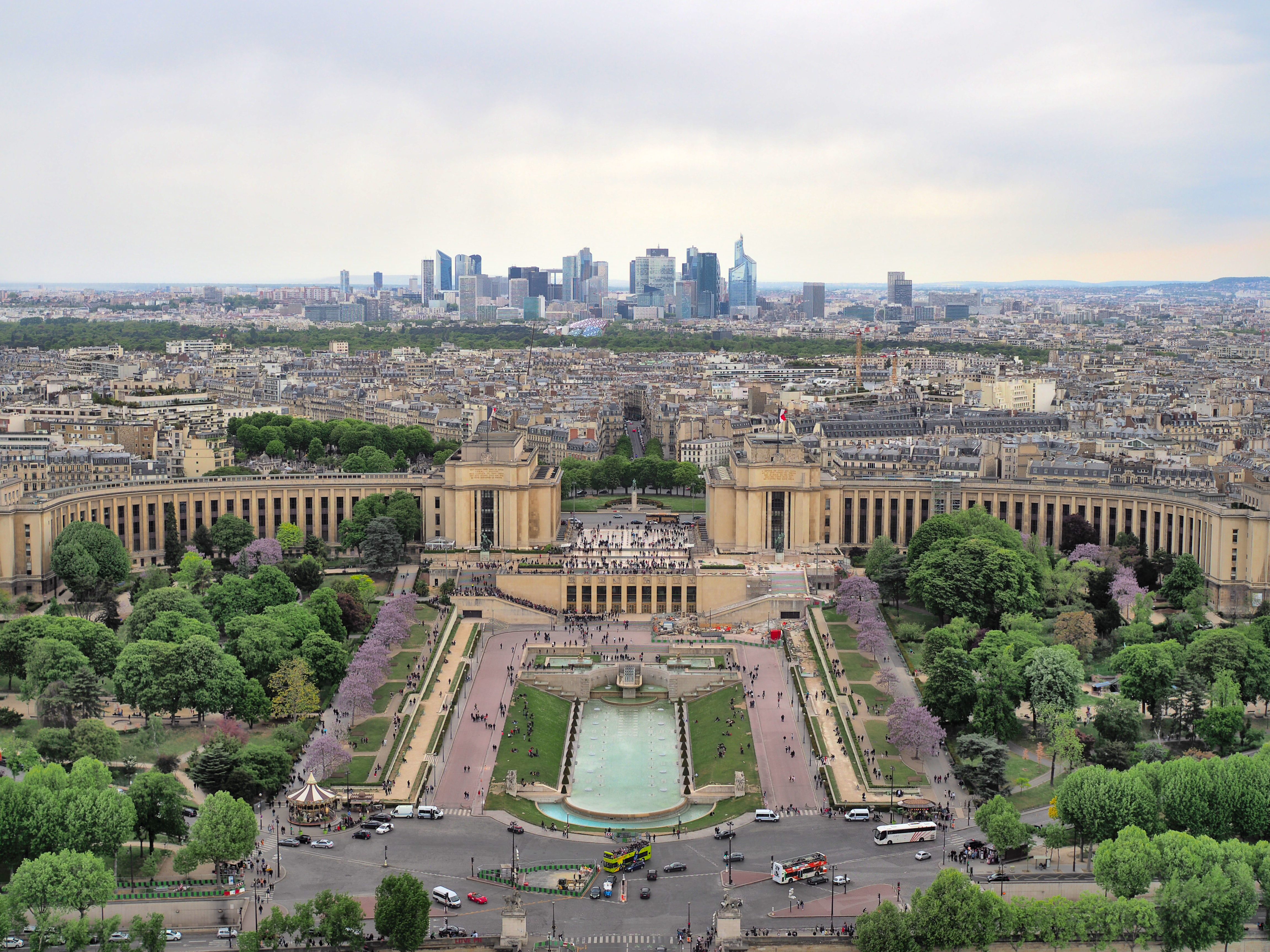
エッフェル塔から見るシャイヨ宮とトロカデロ庭園全景。背景高層ビル群はラ・デファンス地区。2017年4月
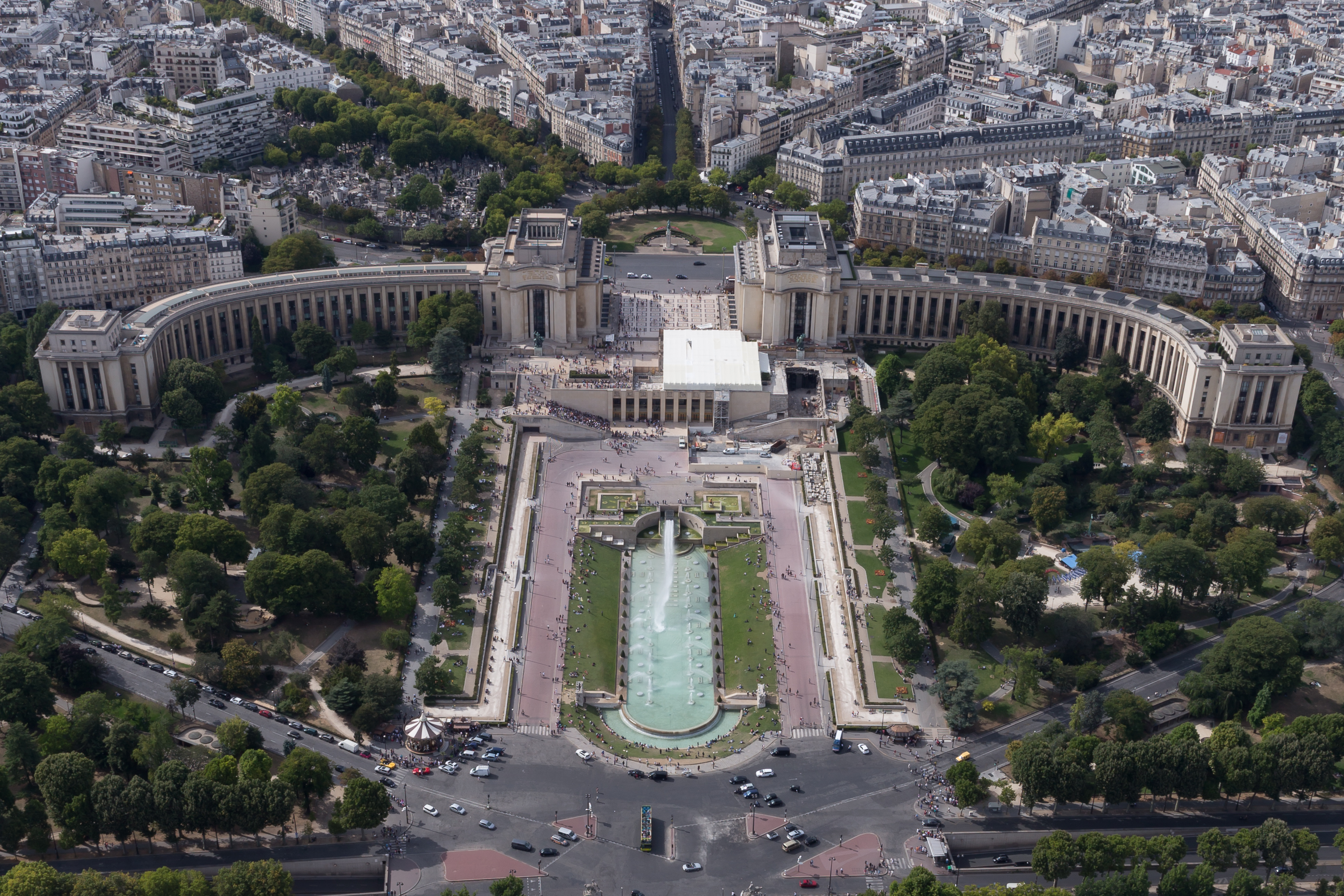
同全景。画像左上はパッシー墓地
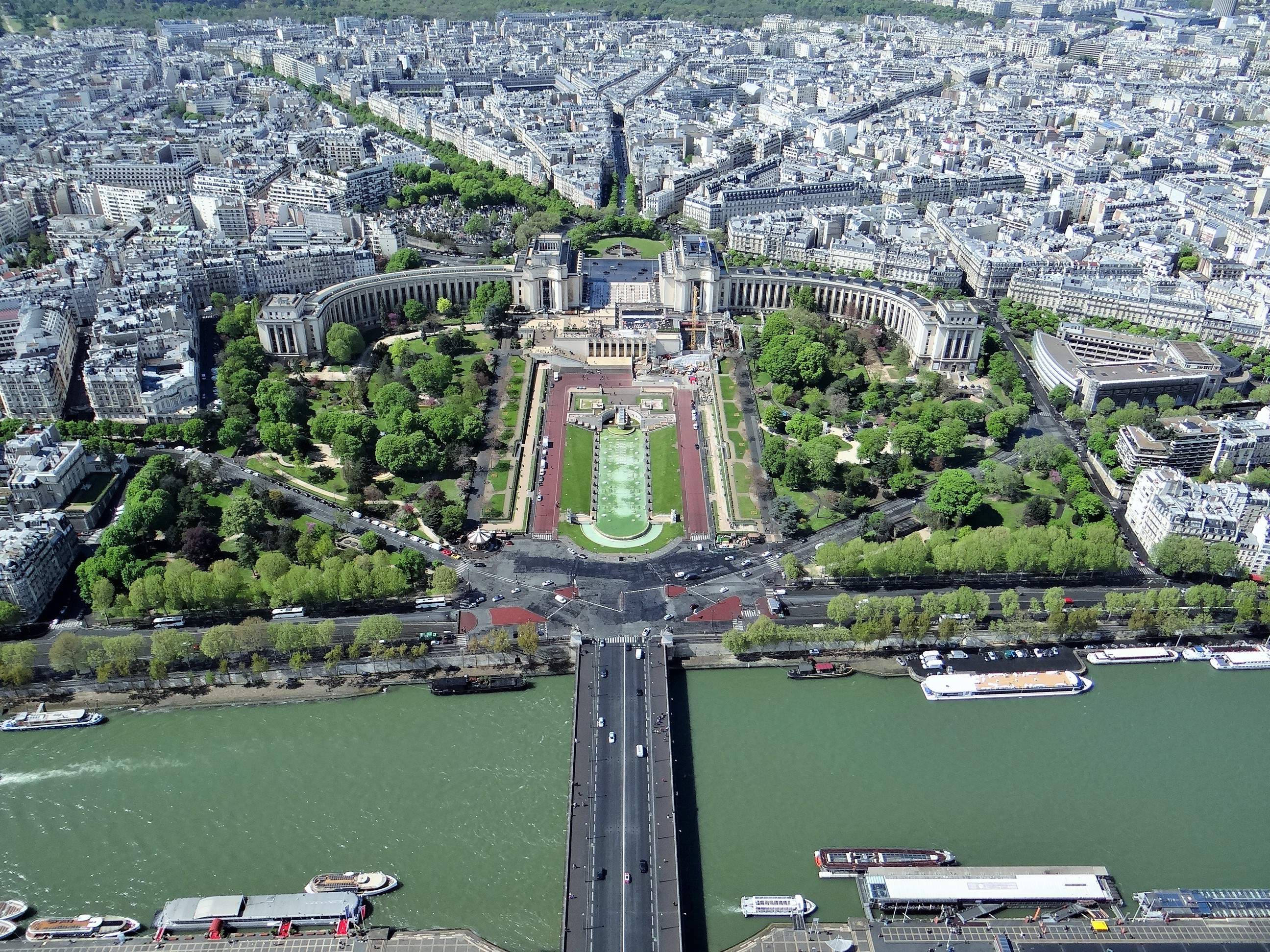
同全景。パッシーの街並み